# Pfarrkirche St. Katharein an der Laming

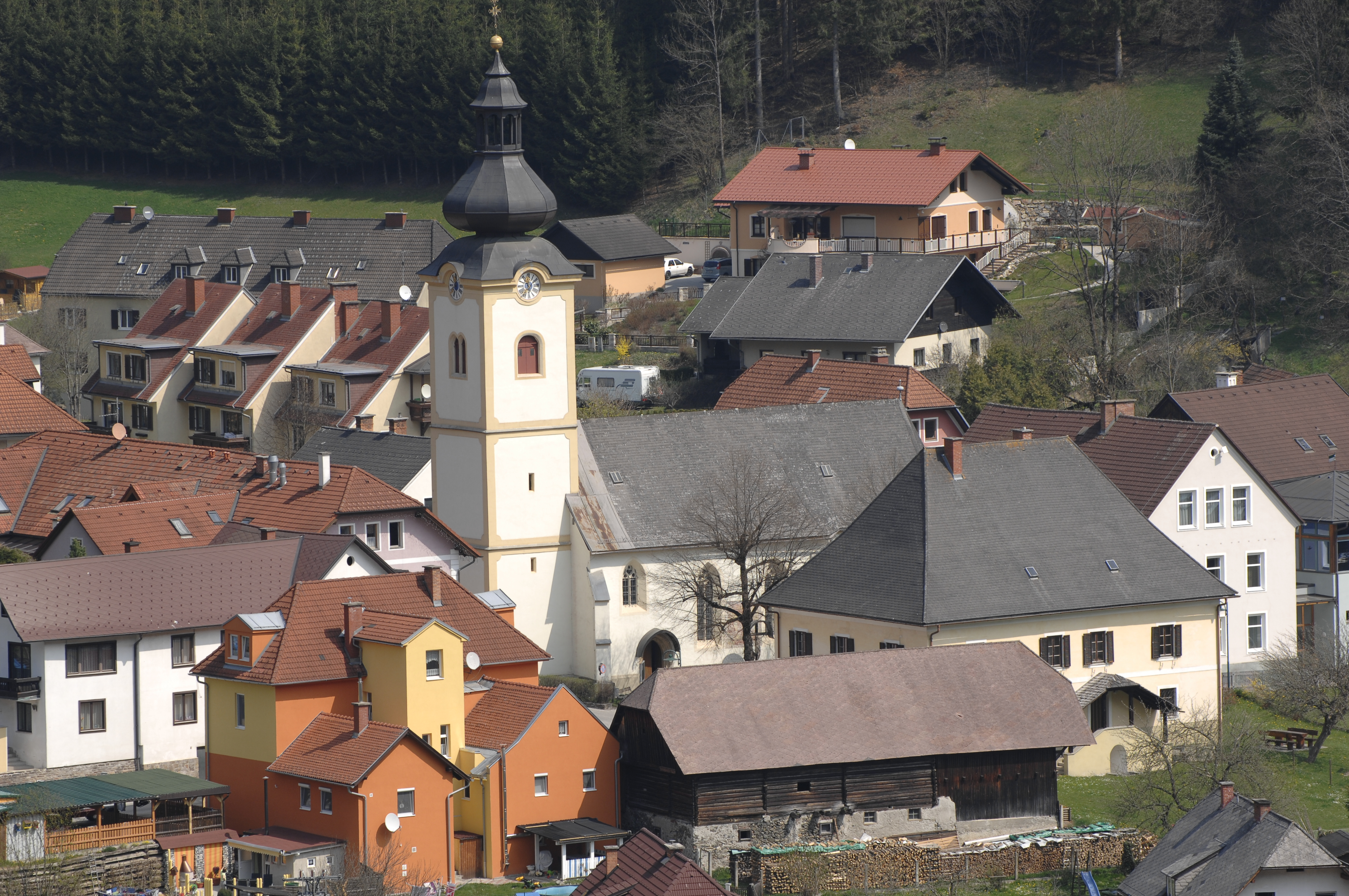
Katholische Pfarrkirche hl. Katharina in Sankt Katharein an der Laming

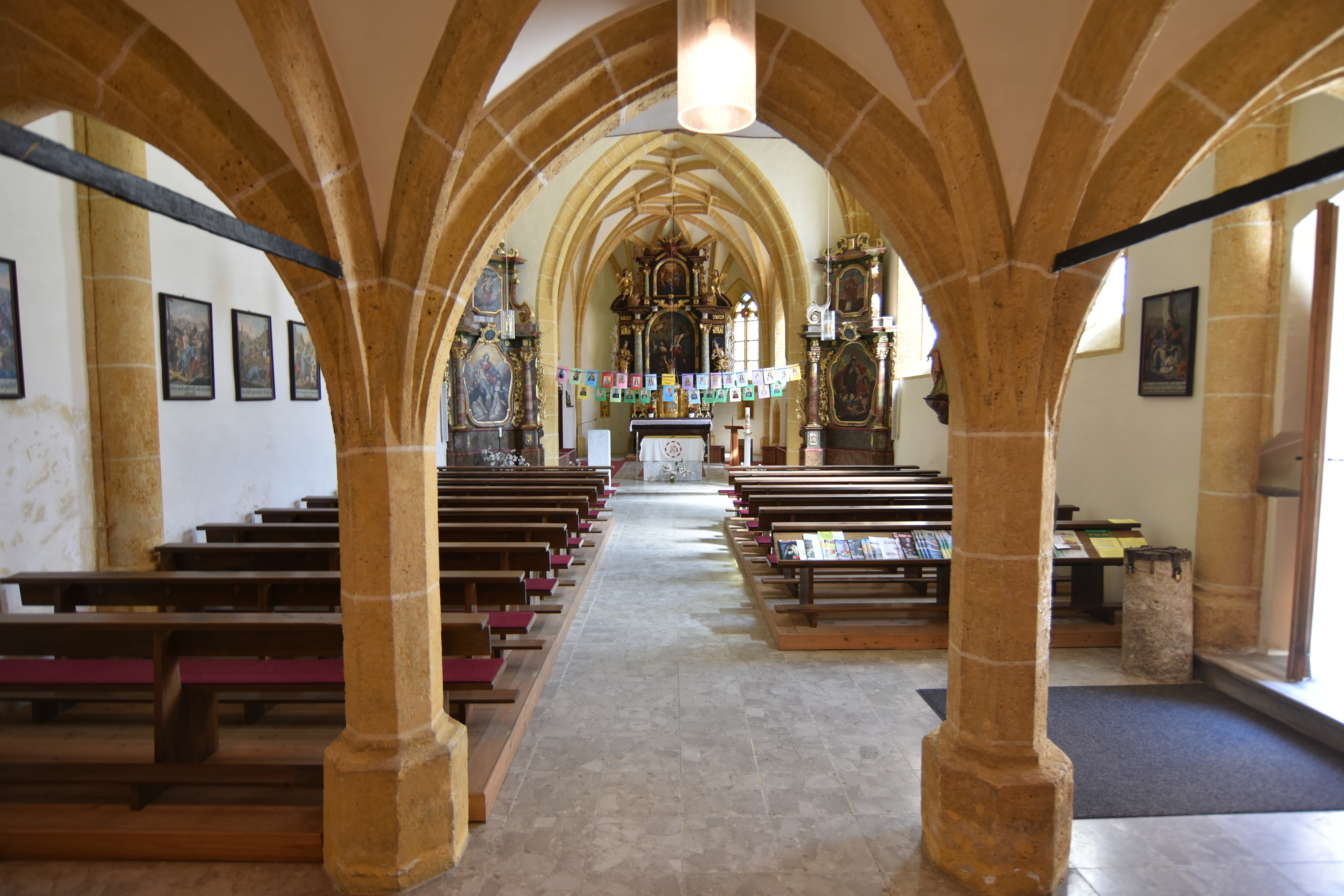
Langhaus, Blick zum Chor

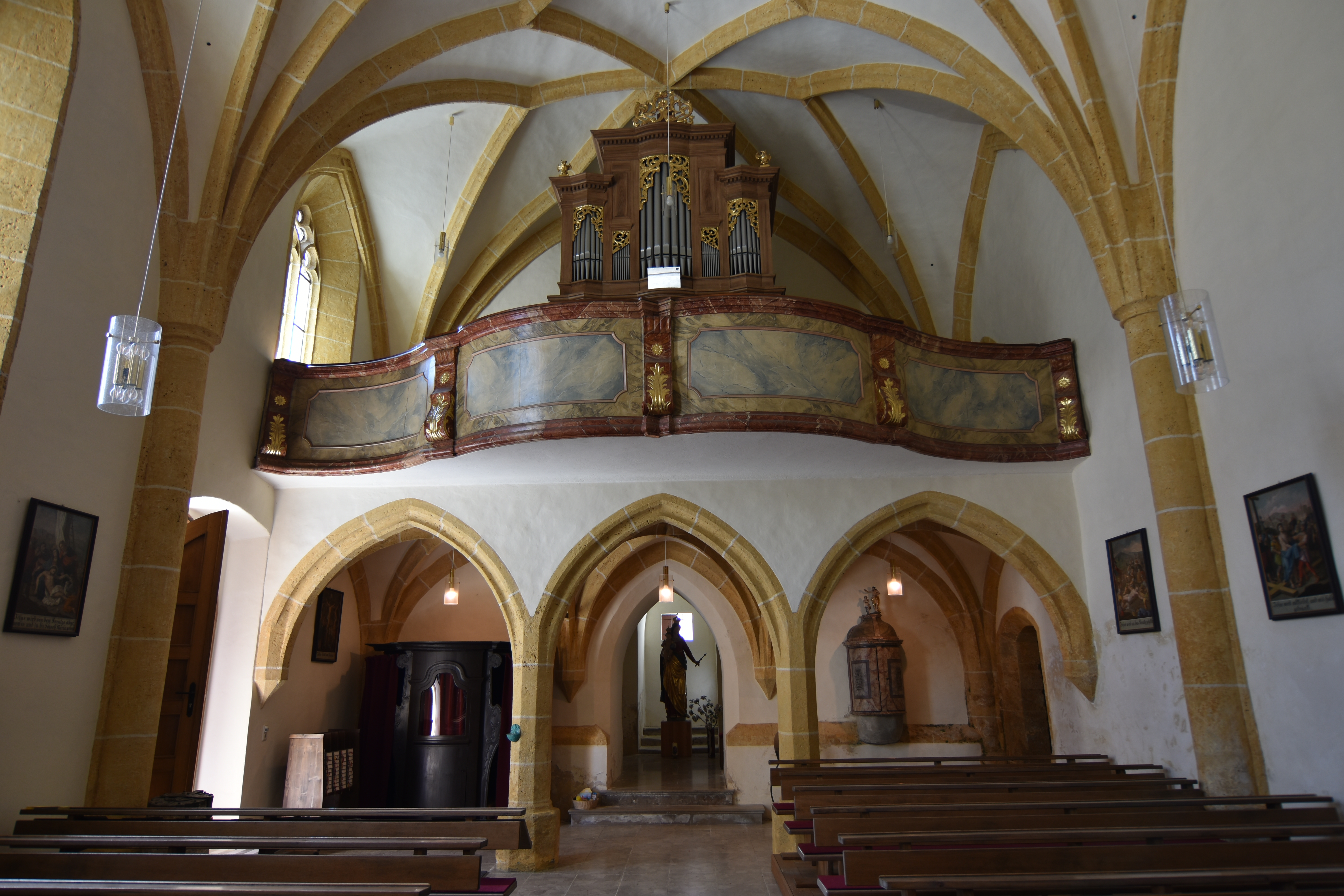
Langhaus, Blick zur Empore

Die Pfarrkirche St. Katharein an der Laming steht in Sankt Katharein an der Laming in der Gemeinde Tragöß-Sankt Katharein im Bezirk Bruck-Mürzzuschlag in der Steiermark. Die dem Patrozinium hl. Katharina unterstellte römisch-katholische Pfarrkirche gehört zum Dekanat Bruck an der Mur (Seelsorgeraum Bruck an der Mur) in der Diözese Graz-Seckau. Die Kirche und der ehemalige Friedhof stehen unter Denkmalschutz (Listeneintrag).

## Geschichte
Urkundlich wurde 1255 eine Kirche genannt. Die Kirche wurde 1376 zur Pfarrkirche erhoben.
Der spätgotische Kirchenbau entstand im Anfang des 16. Jahrhunderts. 1968 war eine Innenrestaurierung.

## Architektur
Das Kirchenäußere zeigt am Chor abgetreppte Strebepfeiler und einen weiteren übereck gestellten Strebepfeiler an der Südostecke des Langhauses. Das spitzbogige Südportal ist profiliert. Die Kirche hat zwei- und dreibahnige Maßwerkfenster. Bei der Nordwestecke des Langhauses steht ein halb eingestellter achteckiger Treppenturm. Der dreigeschoßige Westturm hat Traufgesimse und trägt eine barocke Zwiebel mit Laterne 1931 erneuert.
Das Kircheninnere zeigt ein dreijochiges Langhaus. Die dreiachsige kreuzrippenunterwölbte Westempore steht auf Achteckpfeilern und hat eine vorschwingende barocke Brüstung aus dem 18. Jahrhundert. Der leicht eingezogene Triumphbogen ist profiliert. Der um eine Stufe höhere zweijochige Chor schließt mit einem Dreiachtelschluss. Die Kirche zeigt überall Sternrippengewölbe, im Chor auf Achteckdiensten bzw. auf Wappenschildkonsolen, im Langhaus auf Dreiviertelrunddiensten. Bemerkenswert sind die zwei sich kreuzenden freien Stützrippen im Chorschluss. Die Glockenstube des Turmes ist kreuzrippengewölbt.

## Ausstattung
Der Hochaltar entstand um 1700 und zeigt ein Altarblatt von Leonhard Fez 1655.
Zwei Flügelaltäre, der eine mit hl. Martin um 1440, der andere mit Schutzmantelmaria 1475, befinden sich im Universalmuseum Joanneum in Graz.
Die Orgel wurde 1788 von Ludwig Greß in Graz errichtet und wurde 1962 erneuert. Eine Glocke nennt Florentin Streckfuß 1707.